# Andrea Baroni
Andrea Baroni (Fabriano, 14 febbraio 1917 – Roma, 13 novembre 2014) è stato un meteorologo, generale e conduttore televisivo italiano.

## Biografia
Fabrianese di nascita ma da sempre residente a Roma, a 14 anni subì un intervento al mastoide destro che compromise la sua carriera in accademia aeronautica.
Andrea Baroni si diplomò perito industriale radiotecnico ed entrò successivamente nella Regia Aeronautica nel novembre 1939 (trasformata nel dopoguerra e con l'avvento della repubblica in Aeronautica Militare) preferendo però non intraprendere la carriera in accademia, ma entrando nel corpo del genio aeronautico. Ottenuto il grado di sottotenente venne destinato all'ufficio di collaudo tecnico dell'aeroporto del Littorio ove si dedicò al collaudo dei Breda Ba.25.
Dopo aver vinto il concorso per il servizio permanente il 16 aprile 1941, il 17 maggio di quello stesso anno venne destinato di stanza a Tobruk, in Libia, ove ebbe il compito di rimpiantare tutte le stazioni meteorologiche distrutte dagli inglesi nel corso della loro conquista della Cirenaica sino a Derna, lungo la Via Balbia, consentendo una corretta conoscenza dell'aspetto meteorologico alle truppe italiane in avanzata.
Ricoprì numerosi incarichi di tipo operativo fino al 1958; da quell'anno fino all'atto del congedo (agosto 1976) nel grado di colonnello in servizio permanente è stato segretario della Rivista di Meteorologia Aeronautica.
Il 7 agosto 1973, pur essendo ancora ufficiale dell'Aeronautica, entrò alla RAI, per condurre, in alternanza con il suo pari grado Edmondo Bernacca, la rubrica meteorologica della Rete 1 Che tempo fa. Baroni rimarrà alla conduzione fino al 31 dicembre 1993, per poi ritirarsi per motivi personali.
Dal 1990 fu promosso al grado di Generale per aver partecipato alla Resistenza come internato militare nei lager nazisti di Ucraina, Polonia e Germania dall'8 settembre 1943 al 14 marzo 1945, giorno della sua fuga dall'ultimo lager tedesco nella periferia di Magdeburgo.
Durante i venti anni trascorsi in RAI ha collaborato come giornalista pubblicista un decennio con il quotidiano La Stampa e per un altro decennio con il giornale La Repubblica.
Nel febbraio 2006, partecipò all'inaugurazione della stazione meteorologica dedicata al suo collega ed amico di sempre, il Generale Edmondo Bernacca.
Il 29 maggio 2006, assieme ad un gruppo di appassionati romani di meteorologia, fondò l'Associazione Onlus Edmondo Bernacca di cui era il Presidente Onorario.
Sposato, ebbe tre figli e sette nipoti.
È morto a Roma, all'età di 97 anni, la sera del 13 novembre 2014.

## Nella cultura di massa
Andrea Baroni compare, in un autentico filmato di repertorio, nel film del 2021 House of Gucci, mentre illustra le previsioni del tempo in televisione.